# スタジオりぶら
スタジオりぶら株式会社は、アニメーションの制作を主な事業内容とする日本の企業。

## 概要
2011年5月31日に諸般の事情により解散したアニメーション制作会社のじゃんぐるじむの動画検査を務めていた黒川尚一（黒川祥一）が中心となって立ち上げた会社である。 何名かの元じゃんぐるじむスタッフはスタジオりぶらに移籍した。じゃんぐるじむの業務を引き継ぎ、シンエイ動画、オー・エル・エム、日本アニメーション、ぎゃろっぷなどの作品の下請けに参加している。

## 参加作品

### テレビアニメ
- ドラえもん （2011年 - ）
- クレヨンしんちゃん （2011年 - ）
  - SHIN-MEN （2011年 - 2012年）
- おじゃる丸 （2011年 - ）
- ちびまる子ちゃん （2011年 - ）
- ポケットモンスター ベストウイッシュ （2011年 - 2012年）
- ダンボール戦機 （2011年 - 2012年）
- イナズマイレブンGO （2011年 - 2012年）
  - イナズマイレブンGO ギャラクシー　（2013年）
- 輪るピングドラム （2011年）
- Aチャンネル （2011年）
- 侵略!?イカ娘 （2011年）
- 輪廻のラグランジェ （2012年）
- シャイニング・ハーツ 〜幸せのパン〜 （2012年）
- 咲-Saki- 阿知賀編 episode of side-A （2012年）
- もやしもん リターンズ （2012年）
- カンピオーネ!〜まつろわぬ神々と神殺しの魔王〜 （2012年）
- 機動戦士ガンダムAGE （2012年）
- アイカツ! （2012年 - 2013年）
- ポケットモンスター XY （2012年 - 2016年）
  - ポケットモンスター XY&Z （2015年 - ）
- BROTHERS CONFLICT （2013年）
- ガリレイドンナ （2013年）
- サーバント×サービス （2013年）
- ガンダムビルドファイターズ （2013年）
- フリージング ヴァイブレーション （2013年）
- 最強銀河 究極ゼロ 〜バトルスピリッツ〜 （2013年）
- バトルスピリッツ ソードアイズ （2013年）
- ガリレイドンナ （2013年）
- 革命機ヴァルヴレイヴ （2013年）
- ふたりはミルキィホームズ （2013年）
- たまごっち! ゆめキラドリーム （2013年）
  - 　たまごっち! みらくるフレンズ　（2013年 - 2014年）
  - 　GO-GO たまごっち! （2014年 - 2015年）
- 怪盗ジョーカー （2014年）
- 世界征服〜謀略のズヴィズダー〜 （2014年）
- ヤマノススメ セカンドシーズン （2014年）
- マギ The kingdom of magic （2014年）
- クロスアンジュ 天使と竜の輪舞 （2014年）
- ノブナガ・ザ・フール （2014年）
- 赤髪の白雪姫 （2015年）
- 監獄学園 （2015年）
- 新あたしンち （2015年- 2016年）
- アイカツスターズ! （2016年）
- フリップフラッパーズ （2016年）
- モブサイコ100 （2016年）
- 魔法陣グルグル （2017年）
- 映像研には手を出すな!（2020年）

### Webアニメ
- クレヨンしんちゃん外伝 エイリアン vs. しんのすけ （2016年）
- クレヨンしんちゃん外伝 おもちゃウォーズ （2016年）

### 劇場映画
- 劇場版イナズマイレブンGO 究極の絆 グリフォン （2011年）
- 映画クレヨンしんちゃんシリーズ
  - クレヨンしんちゃん 嵐を呼ぶ!オラと宇宙のプリンセス （2012年）
  - クレヨンしんちゃん バカうまっ!B級グルメサバイバル!! （2013年）
  - クレヨンしんちゃん ガチンコ!逆襲のロボとーちゃん （2014年）
  - クレヨンしんちゃん オラの引越し物語 サボテン大襲撃 （2015年）
  - クレヨンしんちゃん 爆睡!ユメミーワールド大突撃 （2016年）
  - クレヨンしんちゃん 襲来!!宇宙人シリリ（2017年）
  - クレヨンしんちゃん 爆盛!カンフーボーイズ～拉麺大乱～（2018年）
- 劇場版イナズマイレブンGO vs ダンボール戦機W （2012年）
- ヱヴァンゲリヲン新劇場版:Q （2012年）
- 劇場版ポケットモンスター ベストウイッシュ キュレムVS聖剣士 ケルディオ （2012年）
- 劇場版ポケットモンスター ベストウイッシュ 神速のゲノセクト ミュウツー覚醒 （2013年）
- ハル （2013年）
- ポケモン・ザ・ムービーXY 破壊の繭とディアンシー （2014年）
- 映画 妖怪ウォッチ 誕生の秘密だニャン! （2014年）
- ポケモン・ザ・ムービーXY 光輪の超魔神 フーパ （2015年）
- 夜は短し歩けよ乙女 （2017年）

## 関連人物
- 黒川尚一
- 宇良隆太